# Marian Żółkiewski
Artykuł ten został zgłoszony do umieszczenia na stronie głównej w rubryce „Czy wiesz”.
Pomóż nam go sprawdzić: oceń zgłoszoną nominację.
Marian Żółkiewski (ur. 16 września 1886 we Lwowie, zm. po 1934) – podpułkownik kawalerii Wojska Polskiego, kawaler Orderu Virtuti Militari.

## Życiorys
Urodził się 16 września 1886 we Lwowie, ówczesnej stolicy Królestwa Galicji i Lodomerii, w rodzinie Leonarda i Wandy. W 1906 ukończył szkołę średnią. Pracował jako urzędnik bankowy.
Po odbyciu obowiązkowej służby wojskowej w cesarskiej i królewskiej Armii, w charakterze jednorocznego ochotnika, został mianowany kadetem rezerwy ze starszeństwem z 1 stycznia 1909 i przydzielony w rezerwie do 4 galicyjskiego pułku ułanów w Żółkwi. Na stopień podporucznika rezerwy został mianowany ze starszeństwem z 1 stycznia 1911. W szeregach pułku wziął udział w mobilizacji sił zbrojnych monarchii austro-węgierskiej, wprowadzonej w związku z wojną na Bałkanach (1912–1913), a następnie walczył na frontach I wojny światowej. 3 września 1914 pod Kraśnikiem został ranny. Na stopień porucznika rezerwy został mianowany ze starszeństwem z 1 maja 1915. Później został awansowany na rotmistrza i przeniesiony do 1 pułku ułanów.
W październiku 1918 był dowódcą transportu kolejowego części austriackiego 1 pułku ułanów, z którym przyjechał z Jekaterynosławia do Chełma. Tam oddał się do dyspozycji majora Gustawa Orlicz-Dreszera, który organizował oddział kawalerii, zalążek przyszłego 1 pułku szwoleżerów. Został skierowany do Hrubieszowa z zadaniem organizacji 4 szwadronu pułku. W listopadzie walczył z Ukraińcami pod Dołhobyczowem. 7 grudnia 1918 został zastępcą dowódcy pułku. Wyróżnił się 28 stycznia 1919 w walce o Krystynopol. 8 maja 1921 ówczesny dowódca 2 Dywizji Jazdy, pułkownik Gustaw Orlicz-Dreszer sporządził wniosek o odznaczenie Mariana Żółkiewskiego Orderem Virtuti Militari, który później został zatwierdzony przez Naczelnego Wodza, marszałka Polski Józefa Piłsudskiego.
Następnie pełnił służbę na stanowisku dowódcy szwadronu zapasowego 1 pułku szwoleżerów w Warszawie. 4 czerwca 1920 został odkomenderowany z 1 pułku szwoleżerów do dyspozycji Dowództwa Strzelców Granicznych z przeznaczeniem na dowódcę II dywizjonu 5 pułku Strzelców Granicznych i pozostawieniem na etacie jazdy.. 15 lipca 1920 został zatwierdzony z dniem 1 kwietnia 1920 w stopniu majora, w kawalerii, w grupie oficerów w grupie oficerów byłej armii austro-węgierskiej.
W maju 1921 pełnił służbę w 21 pułku ułanów na stanowisku zastępcy dowódcy pułku. Od 1 czerwca 1921 jego oddziałem macierzystym był 19 pułk ułanów w Ostrogu. W tym czasie był przydzielony do Stacji Zbornej dla Oficerów w Warszawie. W sierpniu 1921, w związku z likwidacją oddziału przejściowego dla oficerów przy batalionie zapasowym 5 pułku piechoty Legionów, został przydzielony do oddziału macierzystego. W 1922 został przydzielony do Dowództwa Okręgu Korpusu Nr VII w Poznaniu na stanowisko referenta w Szefostwie Remontu. 1 maja tego roku został zameldowany w Poznaniu na ul. Wielkie Garbary 18, a dwa dni później zweryfikowany w stopniu majora ze starszeństwem od 1 czerwca 1919 i 73. lokatą w korpusie oficerów jazdy (od 1924 – kawalerii). Z dniem 1 października 1924, w związku z likwidacją Szefostwa Remontu DOK VII, otrzymał przydział do macierzystego pułku w Ostrogu. Z dniem 1 grudnia 1924 został odkomenderowany do Centralnej Szkoły Kawalerii w Grudziądzu celem przeszkolenia. Później został przeniesiony do 5 pułku strzelców konnych w Tarnowie. W czerwcu 1927 został przeniesiony do 5 pułku ułanów w Ostrołęce na stanowisko dowódcy szwadronu zapasowego. W grudniu 1927 został przeniesiony do 4 pułku strzelców konnych w Płocku na stanowisko zastępcy dowódcy pułku. 23 stycznia 1928 prezydent RP nadał mu stopień podpułkownika z dniem 1 stycznia 1928 w korpusie oficerów kawalerii i 5. lokatą. Od 12 kwietnia do 25 maja 1929 pełnił obowiązki pułku. W lipcu 1929 został przeniesiony do kadry oficerów kawalerii z równoczesnym przeniesieniem służbowym na stanowisko rejonowego inspektora koni w Przemyślu. W marcu 1930 został przeniesiony do Inowrocławia na takie samo stanowisko. W kwietniu 1934 został zwolniony z zajmowanego stanowiska, a z dniem 30 września tego roku przeniesiony w stan spoczynku. Po zwolnieniu z wojska osiadł w Brelikowie.
Był kawalerem, dzieci nie miał.

## Ordery i odznaczenia
- Krzyż Srebrny Orderu Wojskowego Virtuti Militari nr 5747 – 10 sierpnia 1922[17][43]
- Krzyż Walecznych[44][36]
- Medal Pamiątkowy za Wojnę 1918–1921[1]
- Medal Dziesięciolecia Odzyskanej Niepodległości[1]

28 marca 1933 Komitet Krzyża i Medalu Niepodległości odrzucił wniosek o nadanie mu tego odznaczenia „z powodu braku pracy niepodległościowej”.
austro-węgierskie
- Srebrny Medal Zasługi Wojskowej z mieczami na wstążce Krzyża Zasługi Wojskowej[10]
- Brązowy Medal Zasługi Wojskowej z mieczami na wstążce Krzyża Zasługi Wojskowej[10]
- Krzyż Wojskowy Karola[10]
- Krzyż Pamiątkowy Mobilizacji 1912–1913[7]